# Fraunhofer-Institut für Optronik, Systemtechnik und Bildauswertung

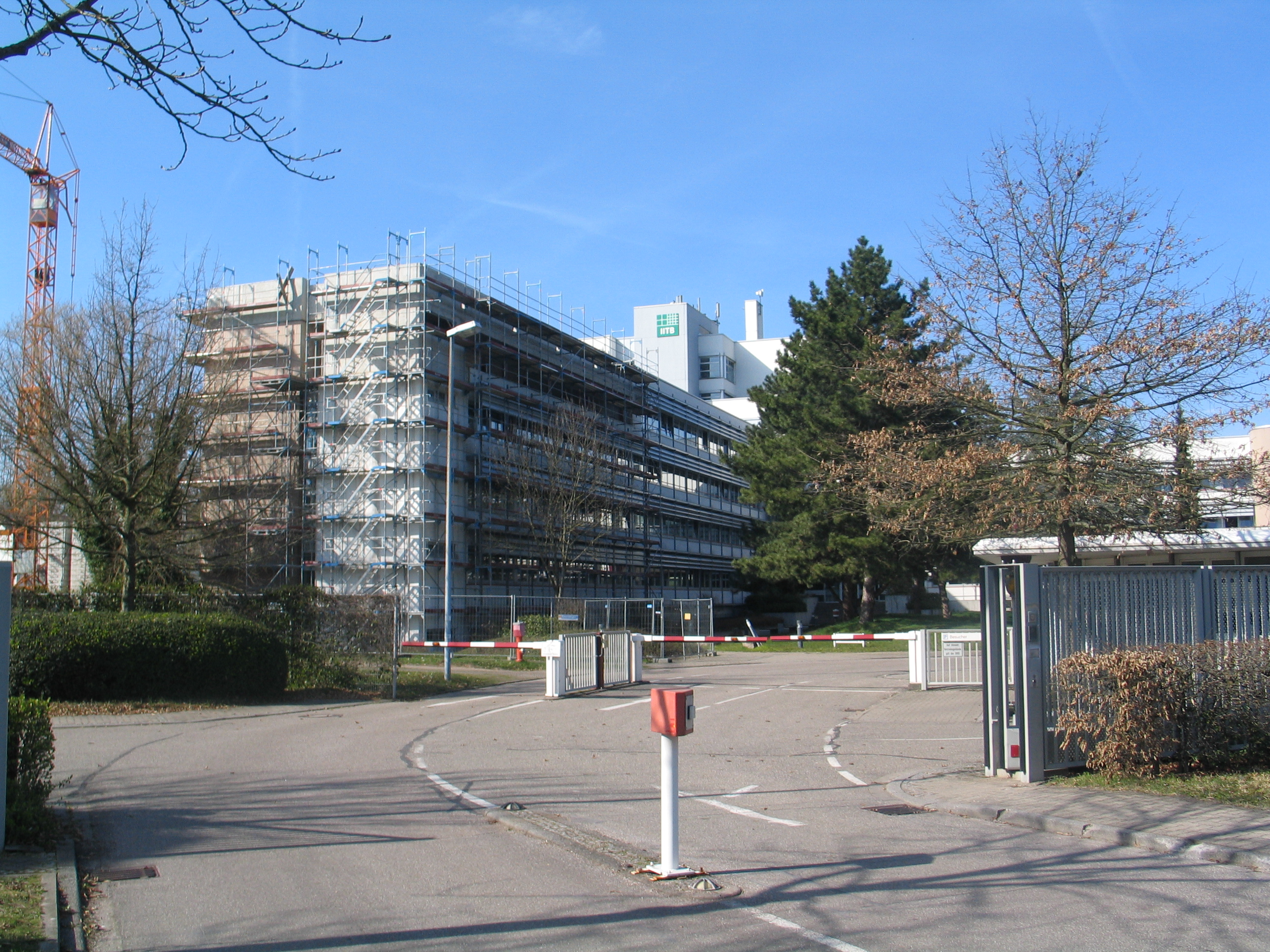
Standort Karlsruhe

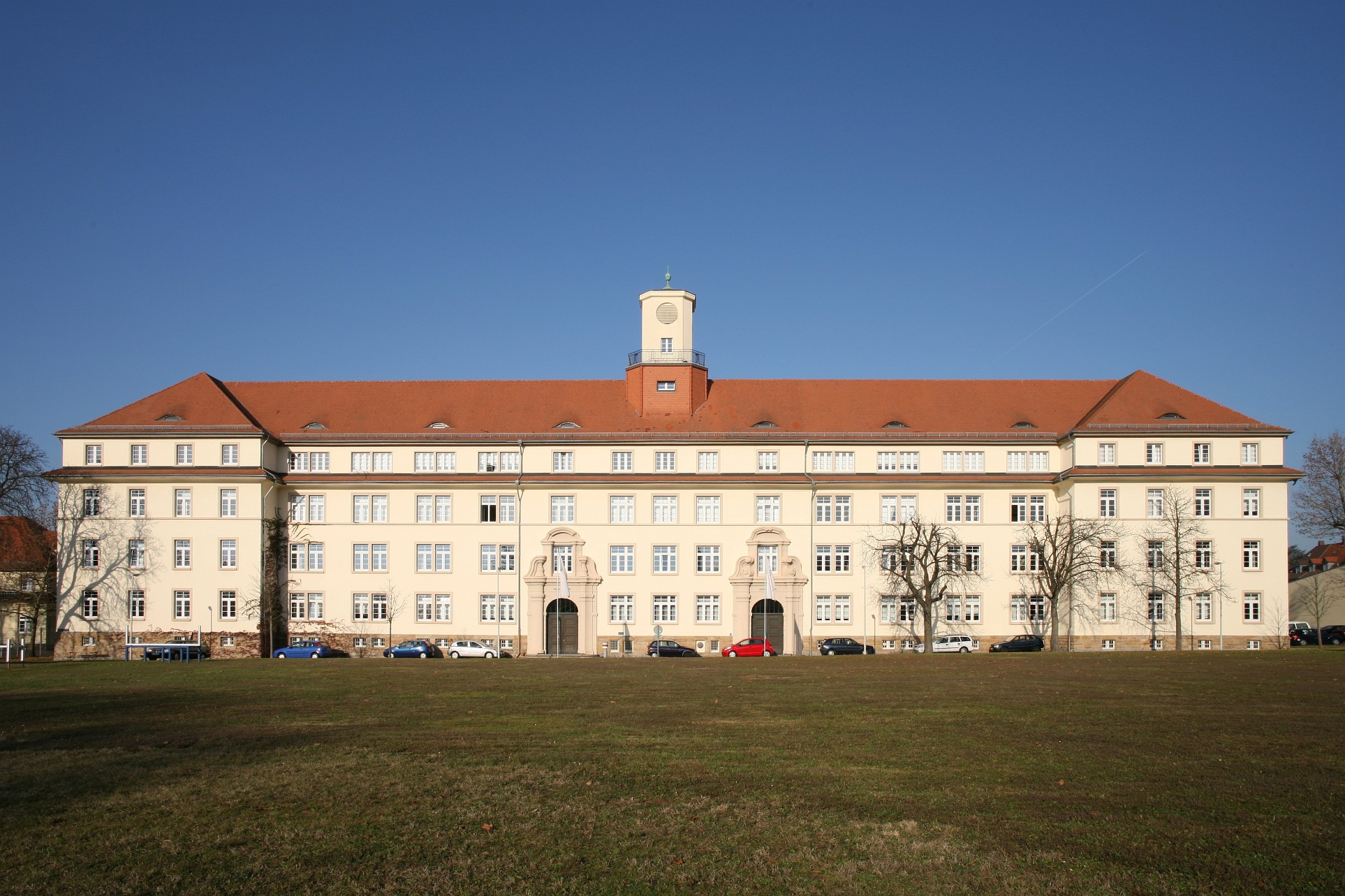
Standort Ettlingen

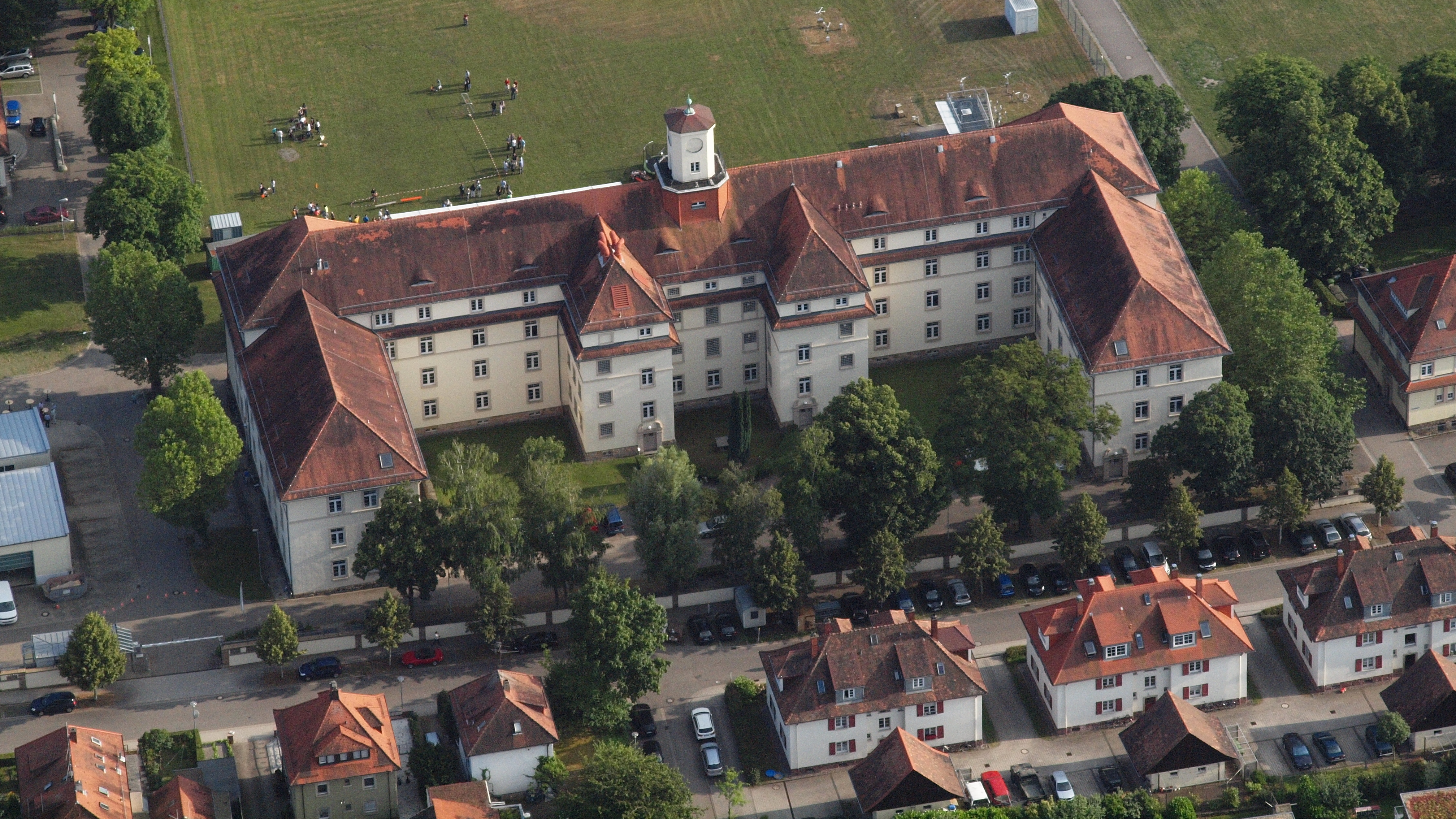
Ettlingen, Fraunhofer-Institut IOSB von Norden gesehen

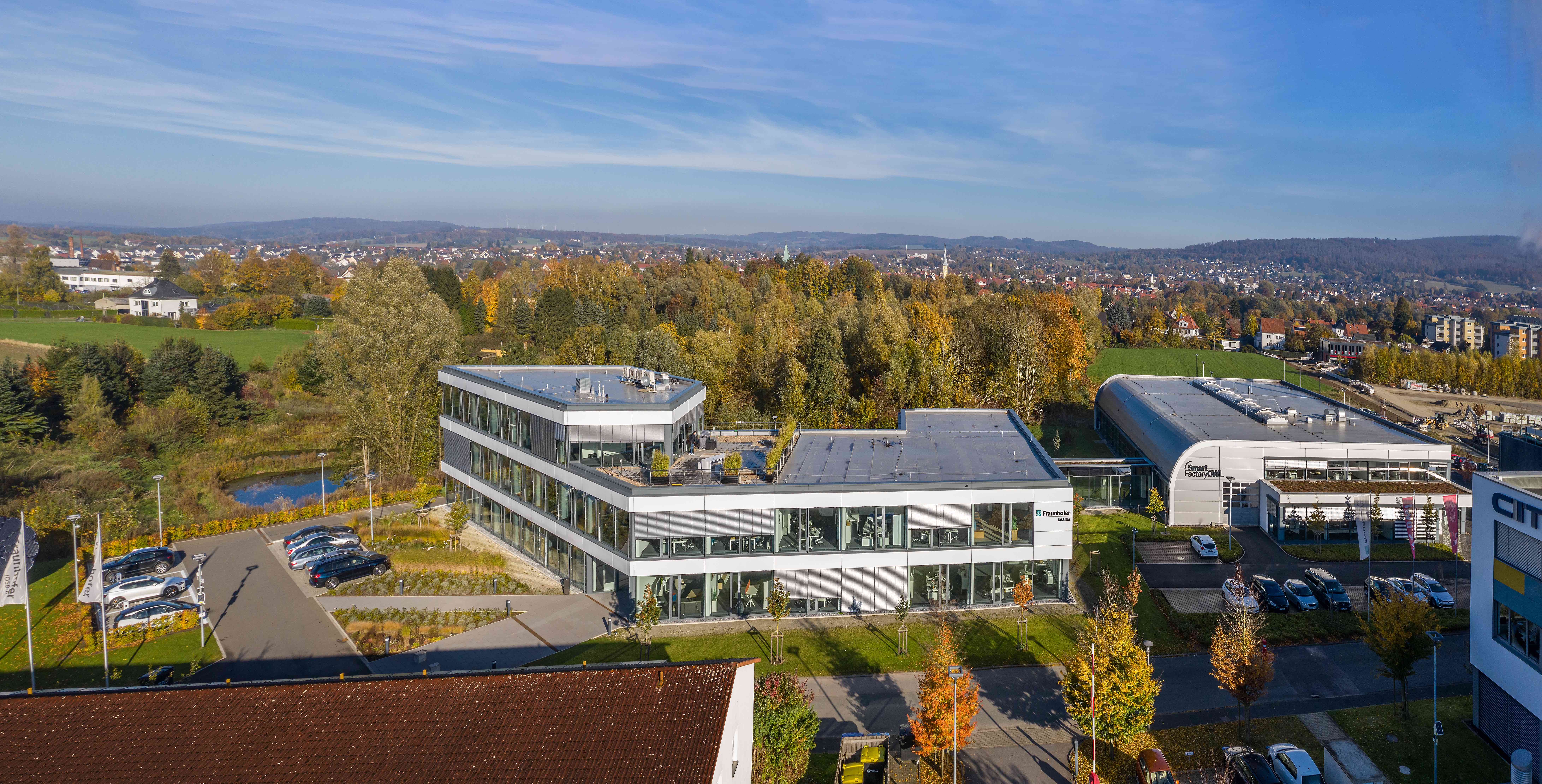
Standort Lemgo von Süden gesehen

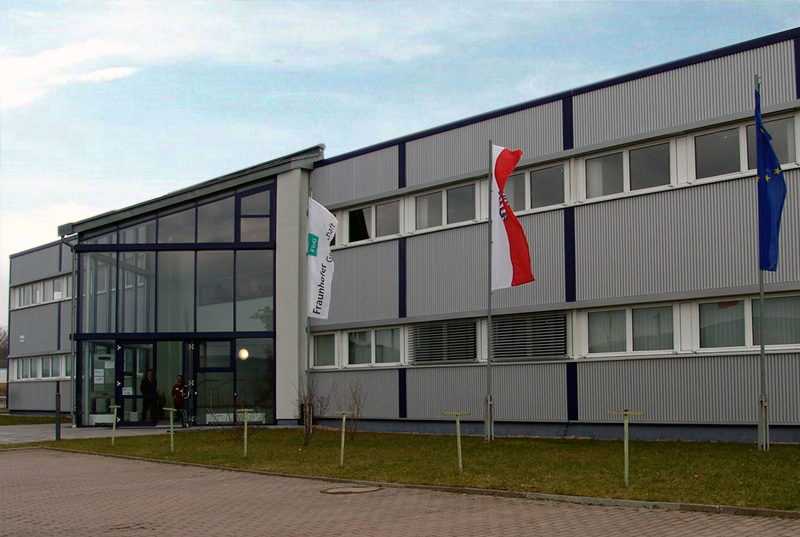
Standort Ilmenau

Das Fraunhofer-Institut für Optronik, Systemtechnik und Bildauswertung IOSB (Kurzform: „Fraunhofer IOSB“) ist eine Einrichtung der Fraunhofer-Gesellschaft. Das Institut hat seinen Sitz in Karlsruhe und drei weitere Hauptstandorte in Ettlingen, Ilmenau und Lemgo. In Peking wird ein Kontaktbüro betrieben. Die Aktivitäten des IOSB sind der angewandten Forschung und Entwicklung im Fach Ingenieurwissenschaften auf dem Gebiet der Informations- und Kommunikationstechnologie zuzuordnen.

## Geschichte
Im Jahr 1956 wurde das „Institut für Schwingungsforschung“ in Tübingen mit der Zielsetzung gegründet, die angewandte Forschung der mechanischen und elektrischen Schwingungen voranzutreiben. Von diesen Erkenntnissen sollte insbesondere die mittelständische Industrie durch Kooperation mit dem Institut profitieren.
Zu Beginn des Jahres 1967 erfolgte die Eingliederung des Instituts in die Fraunhofer-Gesellschaft und 1968 der Umzug mit inzwischen 45 Mitarbeitern nach Karlsruhe. Aufgrund von Anpassungen der Arbeitsgebiete wurde das Institut in „Institut für Informationsverarbeitung in Technik und Biologie“ (IITB) umbenannt. Im Jahr 1979 erhielt es die Bezeichnung „Institut für Informations- und Datenverarbeitung“, behielt aber seine Kurzbezeichnung IITB bis 2009 bei. Von 1984 bis 2004 wurde das Institut von Hartwig Steusloff geleitet.
Im Jahr 1992 hat das IITB Außenstellen in Berlin (1997 geschlossen) und Dresden (ab 1999 Teilinstitut für Verkehrs- und Infrastruktursysteme) eingerichtet, in die rund 50 Mitarbeiter aus der ehemaligen Akademie der Wissenschaften der DDR eingegliedert wurden. Im Jahre 1995 kam mit dem „Anwendungszentrum für Systemtechnik“ in Ilmenau als Kooperation der Technischen Universität Ilmenau und der Fraunhofer-Gesellschaft ein weiterer Standort hinzu.
Im Jahr 1996 wurde ein Kontaktbüro in Peking eröffnet. Ziel dieses Engagements ist es, Erfahrungen im Umgang mit der chinesischen Industrie zu gewinnen und Projekte in China gemeinsam mit deutschen Firmen abzuwickeln.
Im Oktober 2009 wurde das Fraunhofer IOSB-INA als Kompetenzzentrum für Industrielle Automation im Centrum Industrial IT in Lemgo als weiterer Institutsstandort gegründet.
Durch die Fusion des IITB mit dem FGAN-Institut für Optronik und Mustererkennung (FOM) wurde zum 1. Januar 2010 der Name in Fraunhofer-Institut für Optronik, Systemtechnik und Bildauswertung IOSB (kurz: Fraunhofer IOSB) geändert. Dadurch hat das IOSB auch in Ettlingen einen Standort.

## Forschung und Entwicklung
Der Schwerpunkt der Aufgaben des Instituts liegt auf dem Einsatz der Informations- und Kommunikationstechnik in industriellen Anwendungen, die so unterschiedliche Tätigkeitsgebiete umfassen wie Automatisierungstechnik, Mensch-Rechner-Systeme, Messtechnik, stochastische Signale und Systeme, automatische Mustererkennung und Bildverarbeitung und Prozessdatenverarbeitung.
Die Arbeitsbereiche im Überblick:
- Automatisierungstechnik
 In diesem Bereich wird an neuen Konzepten für die IT-basierte Systemtechnik (Steuerungsgeräte, Kommunikationstechnik, Feldgeräte) für die Automation und Fragestellungen für die vertikale und horizontale Systemintegration gearbeitet. Weiterhin stehen modellbasierte Diagnosekonzepte im Fokus der Arbeiten.
- Sichtprüfsysteme
 Dieser Bereich entwickelt und liefert Systeme für Aufgaben der automatischen Bildauswertung in der Industrie. Die wichtigsten Anwendungsgebiete sind die automatische Inspektion von Blistern in der Pharma-Industrie, die automatische Sortierung von Schüttgütern, die Inspektion von Oberflächen und die Farbmessung an Granulaten.
 Siehe auch: automatische optische Inspektion
- Autonome Systeme und Maschinensehen
 Hierunter fällt die automatischen Auswertung von Signalen bewegter bildgebender Sensorik zur Erkennung, Analyse und Diagnose in komplexen Umgebungen. Diese Sensorik wird beispielsweise im Aufklärungs- und Überwachungsbereich als integrierte Komponente in fliegenden, weltraumgestützten oder mobilen landgestützten Plattformen verwendet.
 Siehe auch: Messtechnik, Regelungstechnik
- Interaktive Analyse und Diagnose
 In diesem Themenfeld werden Verfahren und Systeme zur technischen Diagnose entwickelt. Den methodischen Hintergrund bilden digitale Signalverarbeitung, Bildverarbeitung, modellbasierte Auswertetechniken sowie Mustererkennung. Anwendungsfelder sind die Analyse von Schwingungssignalen zur Maschinendiagnose sowie die Vermessung von Objekten und deren Trajektorien im Raum mittels Bildmarken.
- Interoperabilität und Assistenzsysteme
 Dieser der Bildauswertung zugeordnete Bereich befasst sich mit der Entwicklung und Bewertung von interaktiven Systemen, insbesondere für bildgestützte Aufklärung und Überwachung.
 Siehe auch: Interoperabilität, Luftbildmessung, Photogrammetrie
- Variable Bildgewinnung
 Diese Forschungsgruppe entwickelt und realisiert Systeme für die automatische Sichtprüfung, bei der einzelne Ansichten zur Beurteilung von Szenen und zur Qualitätsprüfung von Objekten nicht ausreichen, beispielsweise können komplex geformte Objekte mit ihren geometrischen und optischen Eigenschaften nicht mit Einzelbildern hinreichend erfasst werden. In solchen Fällen werden anstelle eines Einzelbildes eine Bildserie aufgenommen und ausgewertet, bei der bestimmte relevante Parameter der einzelnen Bildaufnahmen gezielt variiert werden.
- Informationsmanagement und Leittechnik
 Die Mitarbeiter dieses Bereiches entwickeln Informations-, Leit- und Testsysteme für die Anwendungsfelder Umwelt, Risikomanagement, Sicherheit und Produktion, u. a. produktionsnahe Softwarelösungen für Produktionsleitsysteme sowie Open-Source-Lösungen für den IEC-Standard 62541 OPC UA und die OGC SensorThings API.
- Mess-, Regelungs- und Diagnosesysteme
 In diesem Bereich werden zur Lösung von komplexen Überwachungs-, Diagnose-, Steuerungs- und Regelungsaufgaben  gesamtheitlich optimierte multisensorielle Automatisierungskonzepte entwickelt und prototypisch realisiert.
 Siehe auch: Mechatronik, Robotik

## Leitung
Das Fraunhofer IOSB wird von einem Direktorium geleitet. Institutsleiter ist seit 2004 Jürgen Beyerer, der in Personalunion auch Inhaber des Lehrstuhls für Interaktive Echtzeitsysteme an der Fakultät für Informatik des KIT ist. Zudem war Maurus Tacke in der Zeit vom 1. Juli 2011 bis zum 30. April 2013 geschäftsführender Institutsleiter. Weitere Direktoren sind Marc Eichhorn (Professur für Optronik am KIT), Jürgen Jasperneite (Professur für Rechnernetze an TH OWL) und Thomas Rauschenbach (Honorarprofessor für Automatisierungstechnik an TU Ilmenau).

## Standorte

### Karlsruhe
Das Fraunhofer IOSB in Karlsruhe besteht seit den 1960er Jahren, die längste Zeit davon als Fraunhofer IITB. Schwerpunktmäßig werden am Standort Karlsruhe Ideen für neue Technologien in der Bildverarbeitung und Produktionstechnik erarbeitet und in Verfahren umgesetzt. Der Standort wird von Jürgen Beyerer geleitet. Hier befinden sich die Abteilungen "Informations- und Leitsysteme für die Anwendungsfelder Umwelt, Produktion, Risikomanagement und Sicherheit", Interaktive Analyse und Diagnose, Interoperabilität und Assistenzsysteme, Mess-, Regelungs- und Diagnosesysteme, Sichtsysteme für die automatische Inspektion von Fließprozessen mit Zeilenkameras sowie zentrale Verwaltungsstrukturen.

### Ettlingen
Der zweitgrößte Standort mit ca. 200 Mitarbeitern (Stand 2018) des Institutes befindet sich in Ettlingen bei Karlsruhe und wird von Marc Eichhorn geleitet. In den fünf Abteilungen Lasertechnologie, Objekterkennung, Optronik, Signatorik (von Signatur und Sensorik) und Szenenanalyse werden grundlegende Untersuchungen aus den Bereichen der Warnsensorik, der Auswertung und Interpretation von Bildfolgen und der Laseranwendung durchgeführt. Aufgrund dieser Kompetenzen agiert der Standort u. a. als Berater im wehrtechnischen Umfeld.

### Ilmenau
Das Fraunhofer Institutsteil Systemtechnik (IOSB-AST) in Ilmenau ist ein weiterer Standort des Fraunhofer IOSB. Dieses Zentrum wird von Thomas Rauschenbach geleitet und verfolgt das Ziel, Anwender für die Umsetzung innovativer Technologien zu erschließen und neue, insbesondere mittelständische Unternehmen im regionalen Umfeld zu gewinnen. Zudem werden dort Unterwasserfahrzeuge entwickelt.

### Lemgo
Das Fraunhofer IOSB-INA auf dem Innovation Campus Lemgo ⊙ betreibt seit Oktober 2009 Forschung und Entwicklung im Bereich industrieller IuK, wie sie zunehmend z. B. in Automatisierungssystemen und der Fabrik der Zukunft zum Einsatz kommt und ist Partner im Centrum Industrial IT, einem Science-to-Business Center für die Intelligente Automation. Der Standort wird von Jürgen Jasperneite geleitet, der gleichzeitig Vorstand im Institut für industrielle Informationstechnik (inIT) der Technischen Hochschule Ostwestfalen-Lippe (OWL) in Lemgo ist. Den Schwerpunkt legt das Fraunhofer IOSB-INA auf die Bereitstellung der notwendigen Systemtechnik für intelligente Automatisierungssysteme, wie z. B. Hard- und Softwarekomponenten für Steuerungssysteme, Feldgeräte und industrielle Datenkommunikation (eingebettete Systeme), sowie den Einsatz von kognitiven Verfahren in Automatisierungssystemen zum Zwecke der Selbstoptimierung, Selbstkonfiguration und Selbstdiagnose. Zwischen 2012 und 2017 wurde das IOSB-INA zum ersten Fraunhofer-Anwendungszentrum in Kooperation mit einer Hochschule für angewandte Wissenschaften in Deutschland ausgebaut und bekam nach erfolgreicher Evaluierung im April 2017 den Status eines Institutsteils. Das IOSB-INA ist eine von drei Fraunhofereinrichtungen im BMBF-Spitzencluster „Intelligente technische Systeme Ostwestfalen-Lippe (it’s OWL)“
Gemeinsam mit der Technischen Hochschule OWL wird die Forschungs- und Demonstrationsfabrik SmartFactoryOWL betrieben.
Seit Anfang 2018 betreibt das IOSB-INA in Kooperation mit weiteren Partnern das Reallabor LEMGO DIGITAL als Referenzplattform für die Anwendung von IoT-Technologien in Mittelstädten. Hierzu wird stellvertretend die Innenstadt von Lemgo zu einem Test- und Mitmach-Labor (engl. Living Lab) in Sachen Digitalisierung ausgebaut. Ziel ist die partizipative Technologiegestaltung in den Bereichen Mobilität, Einzelhandel und Umwelt. Die Beteiligung von Bürgern und weiteren Nutzern in den gesamten Innovationsprozess stellt ein Ziel dieser Initiative dar, die vom Land Nordrhein-Westfalen finanziell unterstützt wird.

### Kontaktbüro China
In Peking unterhält das Fraunhofer IOSB seit 1996 das Fraunhofer Representative Office for Production and Information Technologies. Die Aufgaben des Büros sind u. a.
- die Vermittlung von Spitzenkontakten in China zu Industrieunternehmen, Behörden und Organisationen,
- die Teilnahme an Messen, Ausstellungen und Kongressen,
- eine landesspezifische Beratung in technischen und kulturellen Fragen.

## Kooperationen
Das Fraunhofer IOSB kooperiert intensiv mit dem wissenschaftlichen Umfeld an den jeweiligen Standorten. So wird in Karlsruhe mit dem Institut für Technische Informatik des Karlsruher Instituts für Technologie, in Ilmenau mit der Technischen Universität, insbesondere mit der Fakultät für Informatik und Automatisierung sowie der Fakultät für Elektrotechnik und Informationstechnik und in Lemgo mit dem Institut für industrielle Informationstechnik des Fachbereichs Elektrotechnik und Technische Informatik der TH OWL sowie seit 2017 auch mit der technischen Fakultät der Universität Bielefeld kooperiert.
Das Fraunhofer IOSB ist Mitglied der Fraunhofer-Allianz Vision, ein Zusammenschluss von Einrichtungen der Fraunhofer-Gesellschaft zum Thema Bildverarbeitung und maschinelles Sehen, des Fraunhofer-Verbundes für Informations- und Kommunikationstechnik (IuK) und des Fraunhofer-Verbundes Verteidigungs- und Sicherheitsforschung VVS.
Weiterhin ist das Fraunhofer IOSB Mitglied der Fraunhofer-Allianz Embedded Systems.

## Zahlen
2020 waren am Fraunhofer IOSB rund 700 Mitarbeiter beschäftigt, davon 380 Wissenschaftler und Techniker und 160 wissenschaftliche Hilfskräfte. Der Betriebshaushalt des Fraunhofer IOSB lag im Geschäftsjahr 2019 bei 64 Millionen Euro.